# Euphorbia isacantha
Euphorbia isacantha es una especie de planta suculenta perteneciente a la familia de las euforbiáceas. Es originaria de África donde se encuentra desde el sur de Tanzania al norte de Malaui.

## Descripción
Es una planta suculenta, perennifolia densamente ramificada desde la base formando masas enredadas que alcanzan un tamaño de ± 25 cm de altura y 1 cm de diámetro.

## Ecología
Se encuentra en las rocas en la sombra de los bosques; junto a especies de Brachystegia a una altitud de 55 a 1.015 metros. De fácil cultivo.

## Taxonomía
Euphorbia isacantha fue descrita por Ferdinand Albin Pax y publicado en Botanische Jahrbücher für Systematik, Pflanzengeschichte und Pflanzengeographie 34: 82. 1904.
Etimología
Euphorbia: nombre genérico que deriva del médico griego del rey Juba II de Mauritania (52 a 50 a. C. - 23), Euphorbus, en su honor – o en alusión a su gran vientre –  ya que usaba médicamente Euphorbia resinifera. En 1753 Carlos Linneo asignó el nombre a todo el género.
isacantha: epíteto